# Bergshammar
Bergshammar is een plaats in de gemeente Nyköping in het landschap Södermanland en de provincie Södermanlands län in Zweden. De plaats heeft 804 inwoners (2005) en een oppervlakte van 62 hectare.